# SMS S 138 (1918)
S 138 – niemiecki niszczyciel z okresu I wojny światowej. ósma jednostka typu S 131. Okręt wyposażony w trzy kotły parowe opalane ropą. Zapas paliwa 305 ton. W 1918 roku internowany w Scapa Flow. Zatopiony przez własną załogę 21 czerwca 1919 roku. Złomowany w 1926 roku.